# Szálaskalapú nyálkásgomba
A szálaskalapú nyálkásgomba (Chroogomphus helveticus) a nyálkásgombafélék családjába tartozó, Európában honos, fenyvesekben élő, ehető gombafaj. 

## Megjelenése
A szálaskalapú nyálkásgomba kalapja 3-7 cm széles, fiatalon félgömb alakú, majd domborúan, idősen majdnem laposan kiterül; közepén tompán púpos lehet. Széle sokáig begöngyölt. Felülete szálas-nemezes. Színe narancsbarnás, nyomásra, sérülésre lilásan elszíneződik.
Húsa vastag, viszonylag szívós; színe sárgásokker, sérülésre lassan lilásvörösre színeződik. Íze enyhén savanykás, szaga nem jellegzetes.
Ritkán álló lemezei lefutók. Színük fiatalon narancsokker, idősen feketés. A fiatal gomba lemezeit pókhálószerű fátyol védi. 
Tönkje 4-8 cm magas és 1-1,8 cm vastag. Alakja hengeres, vagy kissé orsószerű. Színe narancsbarnás, a tövénél élénkebb narancsokkeres. Felülete szálas, néha zónaszerűen felszakadozik. 
Spórapora feketésbarna. Spórája orsó alakú, mérete 14-20 x 6-8 µm.

### Hasonló fajok
A vöröses nyálkásgombával téveszthető össze.  

## Elterjedése és termőhelye
Európában honos, főleg az Alpokban, a Kárpátokban és a Balkán magasabb hegyeiben fordul elő. Magyarországon ritka. 
Savanyú talajú hegyvidéki fenyvesekben él, főleg luc, ritkábban más fenyők alatt. Júliustól októberig terem.  

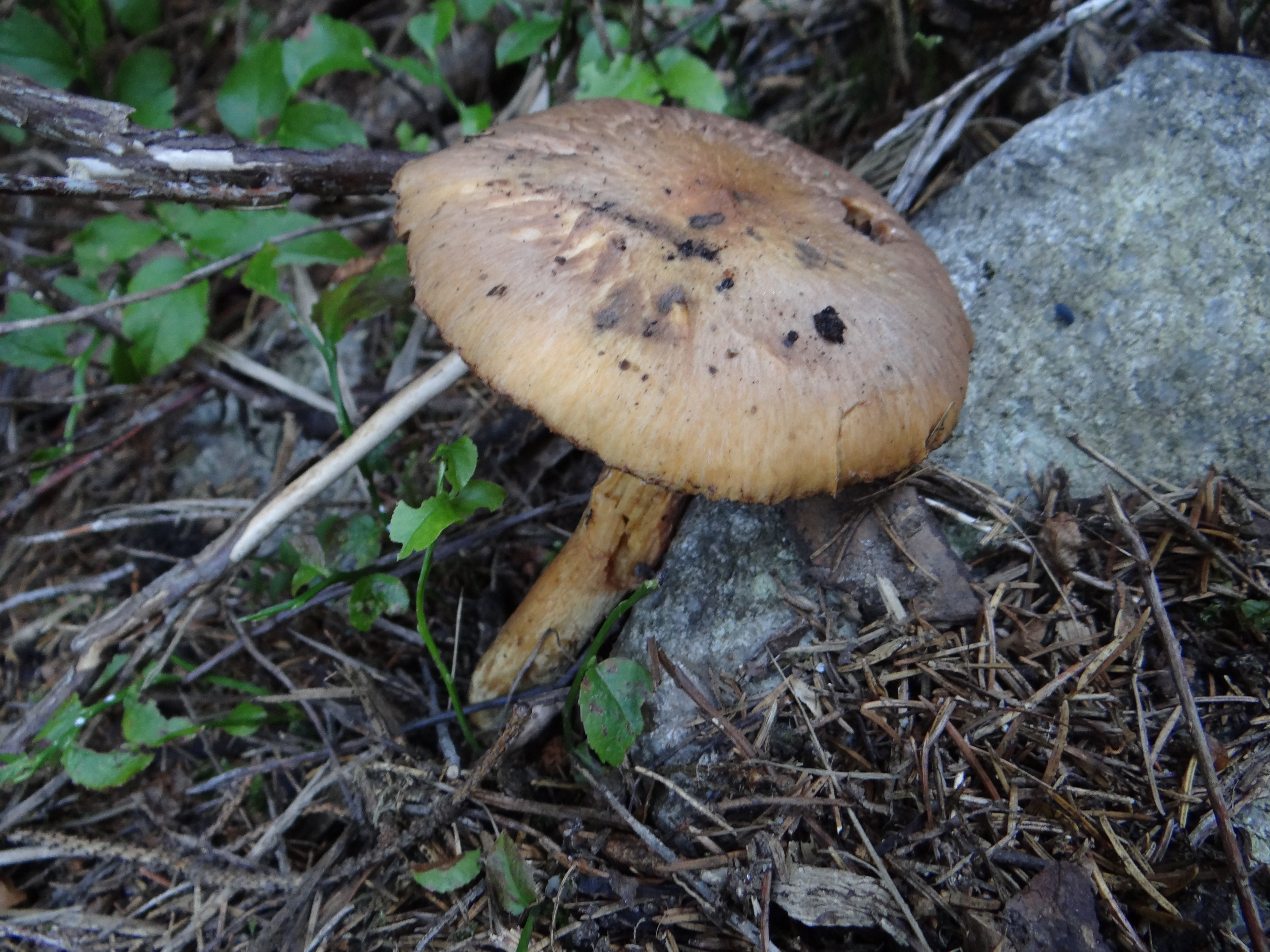
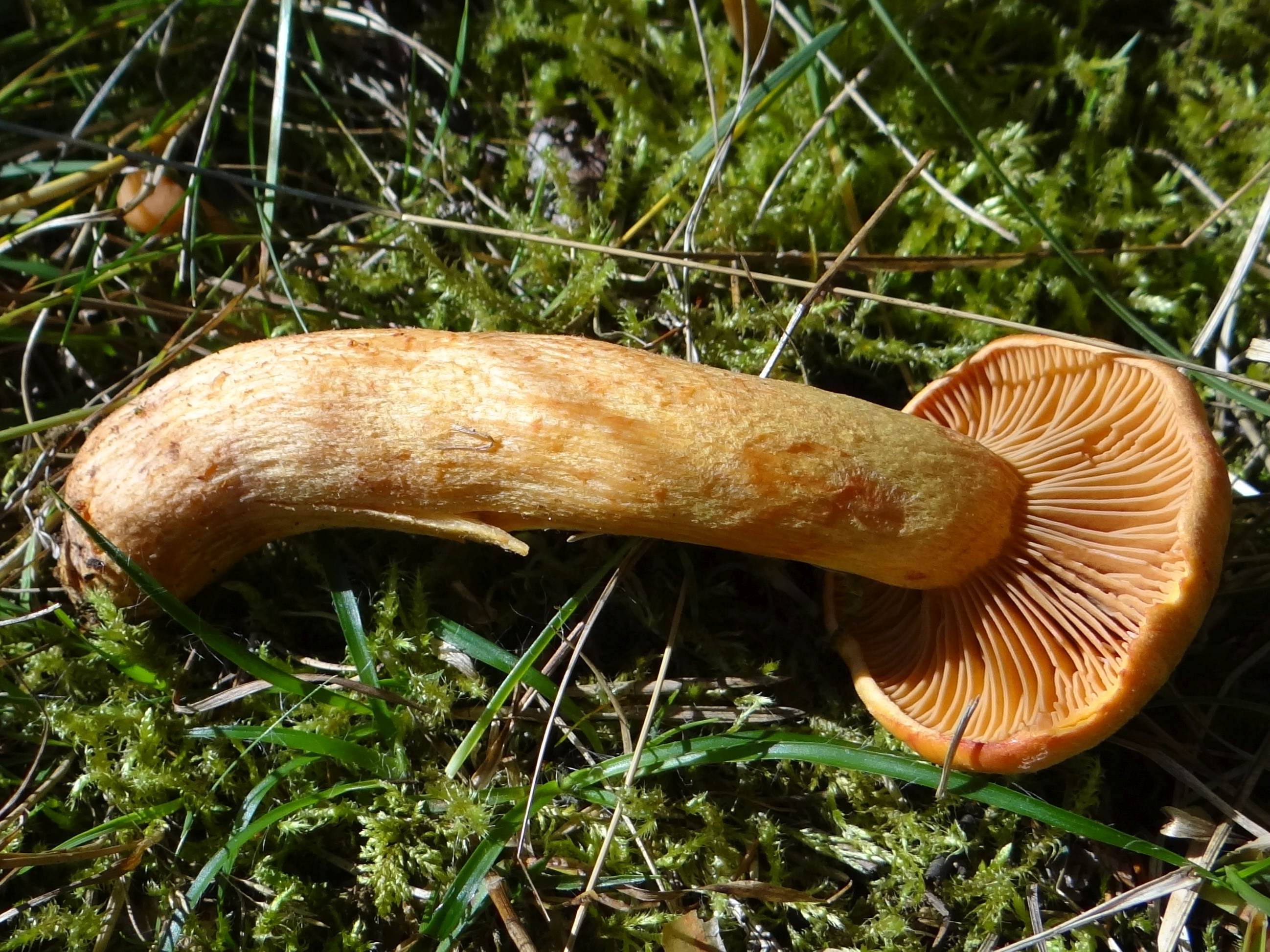
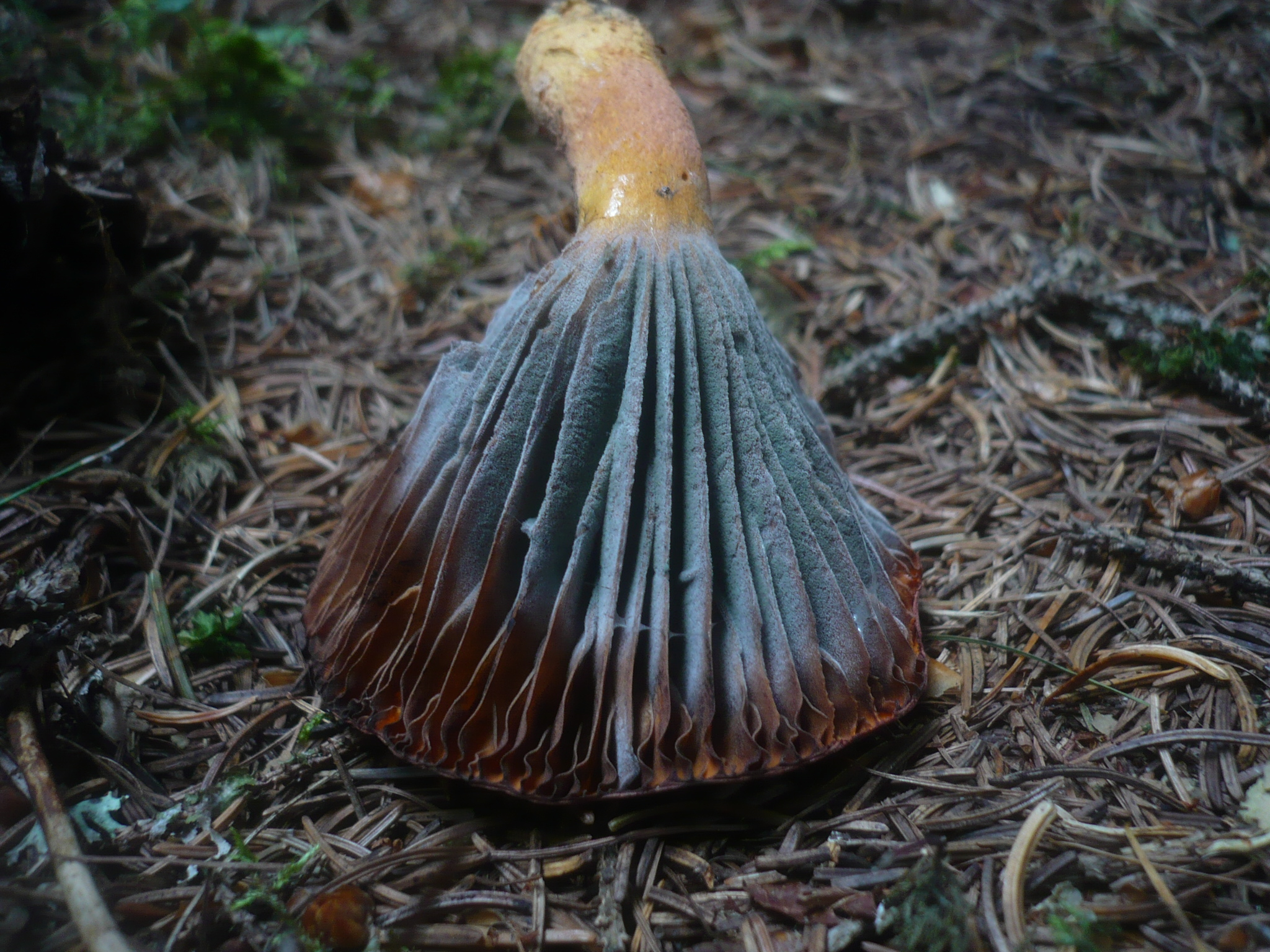

Ehető. 